# DQ Андромеды
DQ Андромеды (лат. DQ Andromedae) — двойная звезда в созвездии Андромеды на расстоянии (вычисленном из значения параллакса) приблизительно 24106 световых лет (около 7391 парсека) от Солнца. Видимая звёздная величина звезды — от +12m до +11,23m.

## Характеристики
Первый компонент — пульсирующая переменная звезда типа BL Геркулеса (CWB:)''' спектрального класса K-M, или hF8mF6. Масса — около 4,918 солнечных, радиус — около 31,334 солнечных, светимость — около 50,89 солнечных. Эффективная температура — около 6068 K.
Второй компонент — красный карлик спектрального класса M. Масса — около 369,02 юпитерианских (0,3523 солнечной). Удалён на 2,543 а.е..